# Dostanić
Dostanić [dóstanić] (srbsko Достанић, latinizirano: Dostanić) je priimek več osebnosti.

## Znane nosilke in nosilci priimka
- Dafina Dostanić, srbska novinarka
- Damjan Dostanić (* 2001), nizozemsko-srbski nogometaš (Wikipodatki)
- Jasmina M. Dostanić (* 1979), srbska kemičarka (Wikipodatki)
- Marija Dostanić (* 1999), srbska kanuistka (Wikipodatki)
- Milutin R. Dostanić (1958 – 2014), srbski matematik
- Mladen Dostanić (* 1960), srbski častnik (Wikipodatki)
- Ratko Dostanić (* 1959), srbski nogometaš, nogometni menedžer, nogemetni trener (Wikipodatki)